# Filozići
Filozići so zaselek na severnem delu otoka Cres v bližini Porozine. Spadajo v področje Tramuntane in so obdani s starimi hrastovimi gozdovi. Danes praktično nimajo stalnega prebivalstva, v preteklosti pa so se vaščani, podobno kot ostali prebivalci Tramuntane, ukvarjali z ovčerejo, gozdarstvom in poljedelstvom. V kraju je cerkvica, posvečena sv. Domeniki, čeprav sta na oltarju poleg njenega kipa še sv. Nikola in sv. Rok, vaščani pa praznujejo god sv. Roka.
Dostop do vasi je po asfaltni poti, ki od ceste v smeri med Porozino proti Dragozetićem prva odcepi na levo in vodi skozi hrastov gozd in figov nasad.
Iz naselja vodijo številne pešpoti in steze po nenaseljenem severnem delu otoka Cres proti naselju Beli.

## Demografija
| Pregled števila prebivalcev po letih | Pregled števila prebivalcev po letih | Pregled števila prebivalcev po letih | Pregled števila prebivalcev po letih | Pregled števila prebivalcev po letih | Pregled števila prebivalcev po letih | Pregled števila prebivalcev po letih | Pregled števila prebivalcev po letih | Pregled števila prebivalcev po letih | Pregled števila prebivalcev po letih | Pregled števila prebivalcev po letih | Pregled števila prebivalcev po letih | Pregled števila prebivalcev po letih | Pregled števila prebivalcev po letih | Pregled števila prebivalcev po letih |
| ------------------------------------ | ------------------------------------ | ------------------------------------ | ------------------------------------ | ------------------------------------ | ------------------------------------ | ------------------------------------ | ------------------------------------ | ------------------------------------ | ------------------------------------ | ------------------------------------ | ------------------------------------ | ------------------------------------ | ------------------------------------ | ------------------------------------ |
| 1857                                 | 1869                                 | 1880                                 | 1890                                 | 1900                                 | 1910                                 | 1921                                 | 1931                                 | 1948                                 | 1953                                 | 1961                                 | 1971                                 | 1981                                 | 1991                                 | 2001                                 |
| 81                                   | 81                                   | 92                                   | 82                                   | 97                                   | 98                                   | 0                                    | 0                                    | 80                                   | 41                                   | 23                                   | 8                                    | 11                                   | 8                                    | 4                                    |